# Gianni Motti

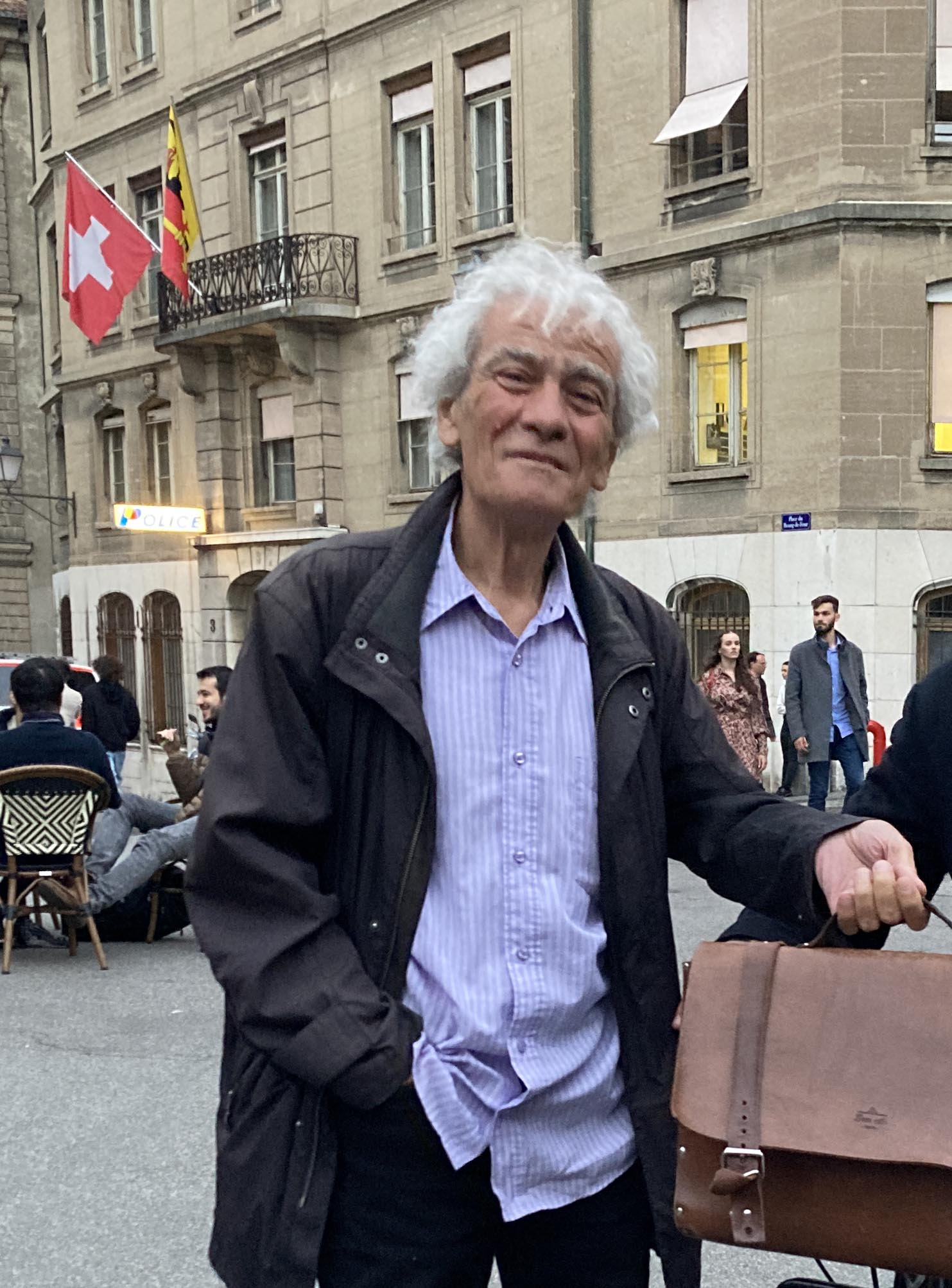
Gianni Motti (2022)

Gianni Motti (Sondrio, 1958) è uno scultore italiano, che attualmente vive a Ginevra.

## Biografia

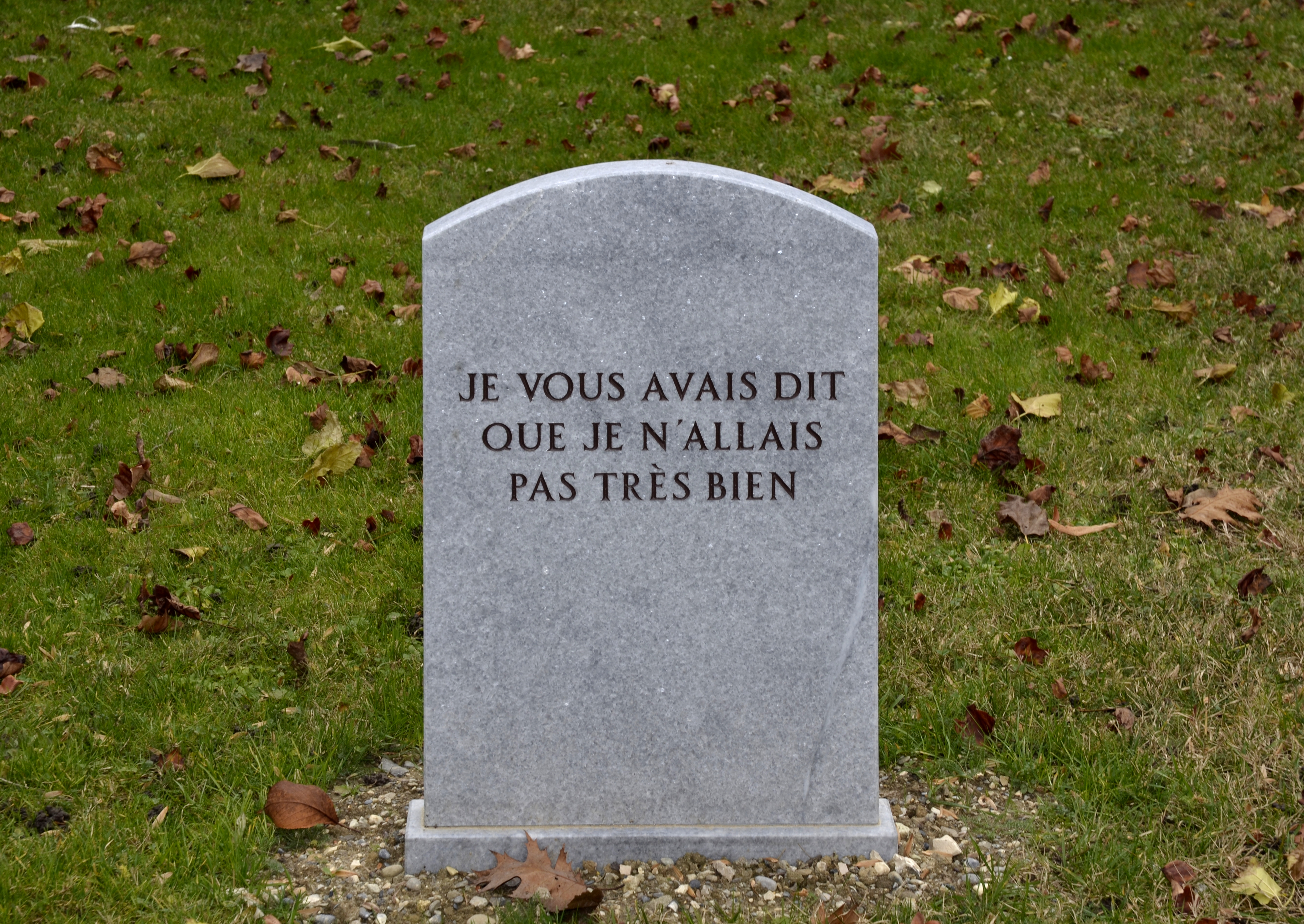
Cimetière des Rois, Ginevra

Si è distinto a fine anni novanta per una serie di interventi in bilico tra paradosso e critica sociale, tra cui la celebrazione del proprio funerale, la partecipazione al posto del delegato indonesiano ad una seduta dell'ONU a Ginevra, e il sedersi tra le riserve durante una partita del Neuchatel Xamax in occasione di un match nella prima divisione del campionato svizzero.
Nel 2006, in occasione della sua prima retrospettiva al Migros Museum di Zurigo, ha costruito un labirintico corridoio che conduceva i visitatori dall'ingresso del museo ad un'uscita sul retro. 
Nel 2011, in occasione di una doppia mostra personale alla Synagogue di Delme e a Ferme de Buisson nei pressi di Parigi si è fatto consegnare il budget dell'intera mostra in dollari per poi esporlo negli spazi espositivi.
Ha partecipato alla Biennale di Venezia (2005), alla Biennale di Mosca (2007) e alla Biennale di San Paolo (2011). Nel 2012 si è aggiudicato la terza edizione del Prix de la Société des Art a Ginevra.

## "Mani pulite"
Nel giugno 2005, durante la fiera di arte moderna e contemporanea Art Basel a Basilea, è stata venduta l'opera intitolata Mani pulite per 15.000 euro, una saponetta che sarebbe stata realizzata, secondo l'autore, col grasso ottenuto da una liposuzione che Silvio Berlusconi ha effettuato nella clinica svizzera Ars Medica di Gravesano nel 2004, cosa mai confermata da altre fonti ufficiali.